# Mesodica aggerata
Mesodica aggerata är en fjärilsart som beskrevs av Edward Meyrick 1910. Mesodica aggerata ingår i släktet Mesodica och familjen Carposinidae. Inga underarter finns listade i Catalogue of Life.